# Georg Friedrich August von Polenz
Georg(e) Friedrich August von Polenz (* 17. Oktober 1741 in Neustädel bei Bautzen; † 19. Dezember 1815 in Leipzig) war ein königlich-sächsischer Generalleutnant und Gouverneur von Leipzig.

## Leben und Werk
Er stammte aus dem Adelsgeschlecht von Polenz.
Er schlug ab 1760 eine Militärlaufbahn bei der Sächsischen Armee ein, war zunächst Premierlieutenant und  nahm aktiv am Siebenjährigen Krieg teil. 1790 war er Generaladjutant des Kurfürsten sowie Oberst der Garde du Corps. 1800 wurde er zum Generalmajor befördert und 1801 erhielt er das Chevaulegerregiment Rössler. Kurfürst Friedrich August von Sachsen ließ ihn am 23. Juli 1804, einen Tag nach Wilhelm von Low, zum Generalleutnant befördern. Fortan durfte er auch den Titel Exzellenz führen. 1806 kommandierte er die leichten Truppen der Generals Zezschwitz. 1807 erhielt er dafür den St. Heinrichs-Orden. Für den Feldzug von 1809 bekam er das Kommandeurskreuz des St. Heinrichs-Ordens sowie das Kreuz des Ehrenlegion. Anschließend erfolgte am 20. Februar 1810 seine Ernennung zum Gouverneur der Stadt Leipzig, sein Regiment wurde Vakant. 
Der General starb am 19. Dezember 1815 und wurde am 23. Dezember beigesetzt.
Polenz heiratete am 26. Dezember 1783 in Hohenprießnitz die Gräfin Johanne Christina Luise von Hohenthal (* 30. November 1865; † 28. März 1840), die Witwe heiratete am 24. März 1820 den Grafen Johann Heinrich Joseph Georg von Flemming († 7. November 1830).

## Ehrungen
- 1807 Komtur des Heiligen-Heinrich-Ordens von Sachsen